# Boekblok

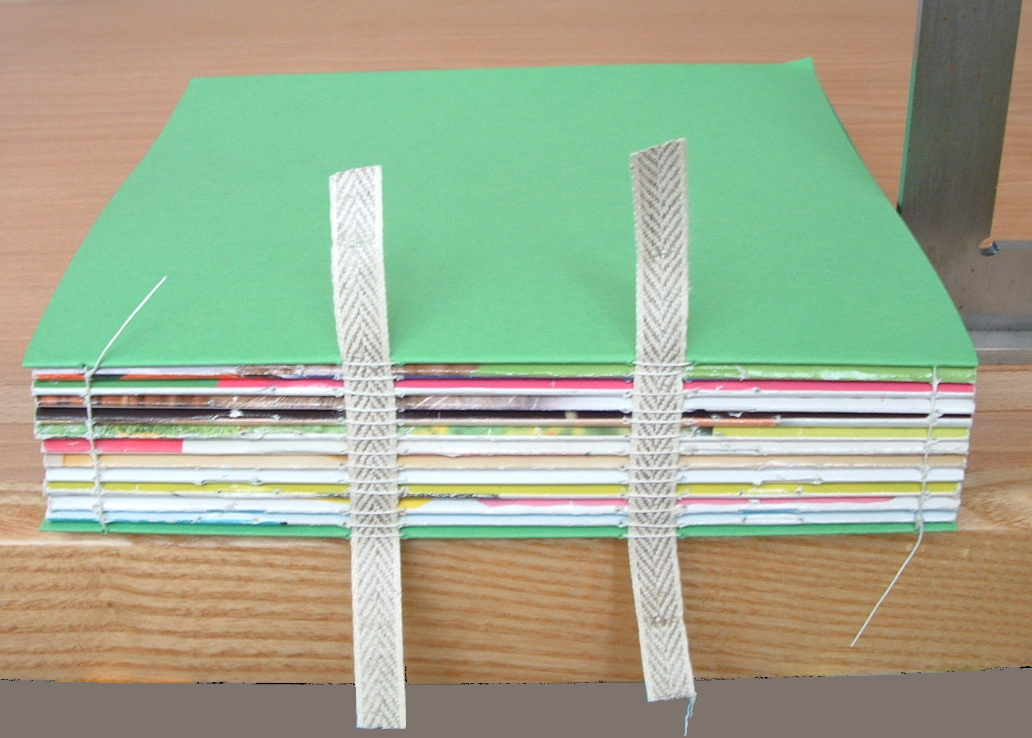
Boekblok

Onder boekblok wordt verstaan de aan elkaar genaaide katernen van een gebonden boek voordat de rug gelijmd is of van een boekband of omslag voorzien. 
Ook de stapel ongenaaide katernen wordt al 'boekblok' genoemd: in Frankrijk kan men nog steeds zo'n ongenaaid boekblok kopen met een tijdelijke omslag. Het is de bedoeling dat men dit boekblok laat binden bij een boekbinder, en zo een band naar eigen keuze kan laten maken.

De volledigheid van het boekblok kan worden gecontroleerd. Elk katern (van de meeste industrieel vervaardigde boeken) heeft op de rug een zwart merkteken. Het boekblok is volledig wanneer deze merktekens trapsgewijze en zonder onderbreking volgen.